# Extraction du charbon

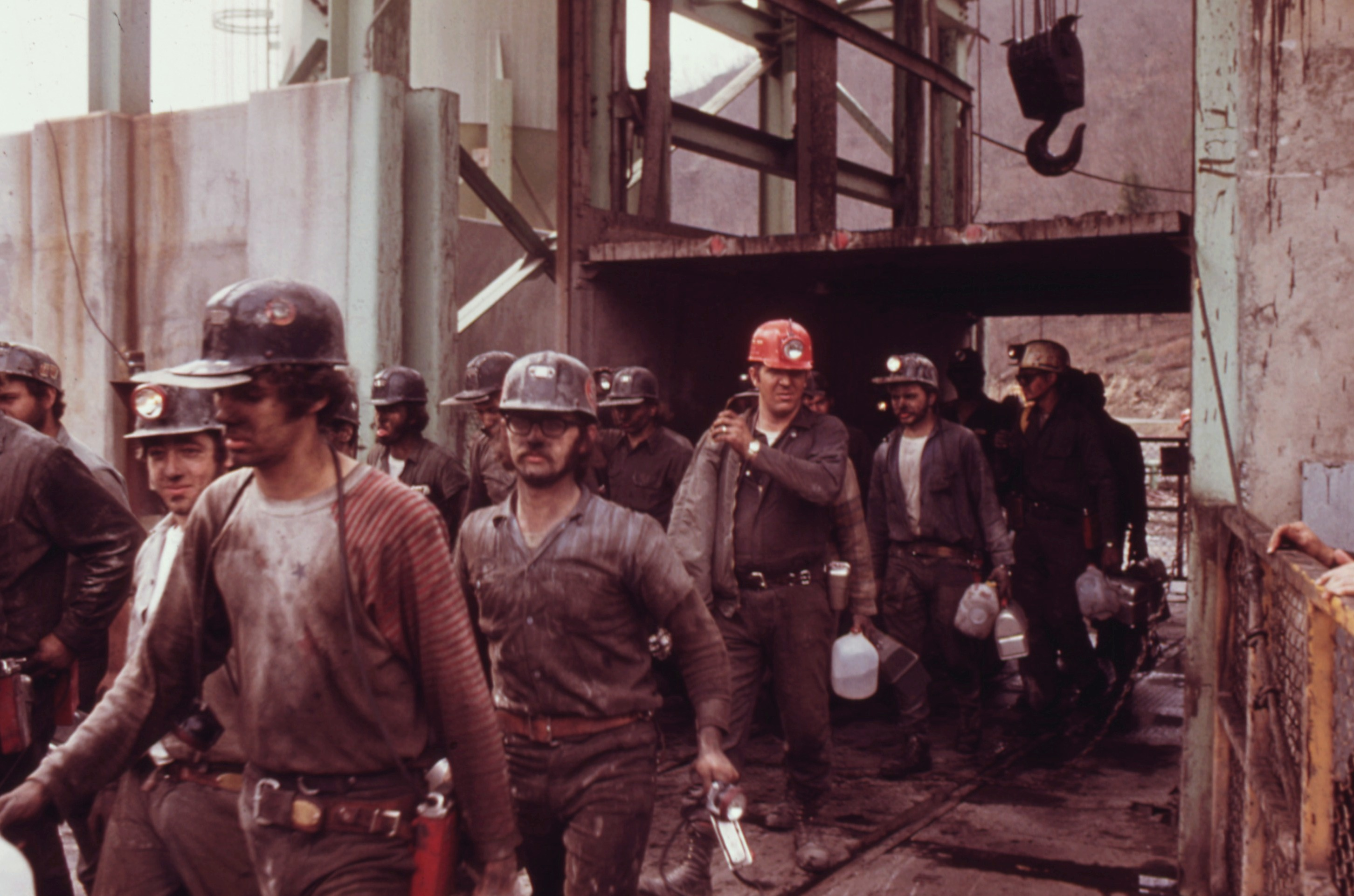
Mineurs de charbon quittant une exploitation en Virginie, aux États-Unis (1974).

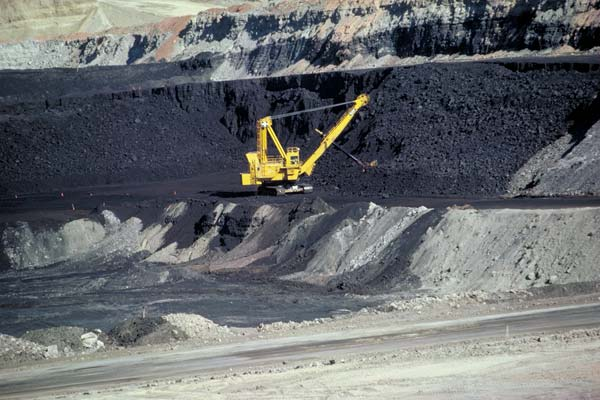
Extraction de charbon en surface dans le Wyoming.

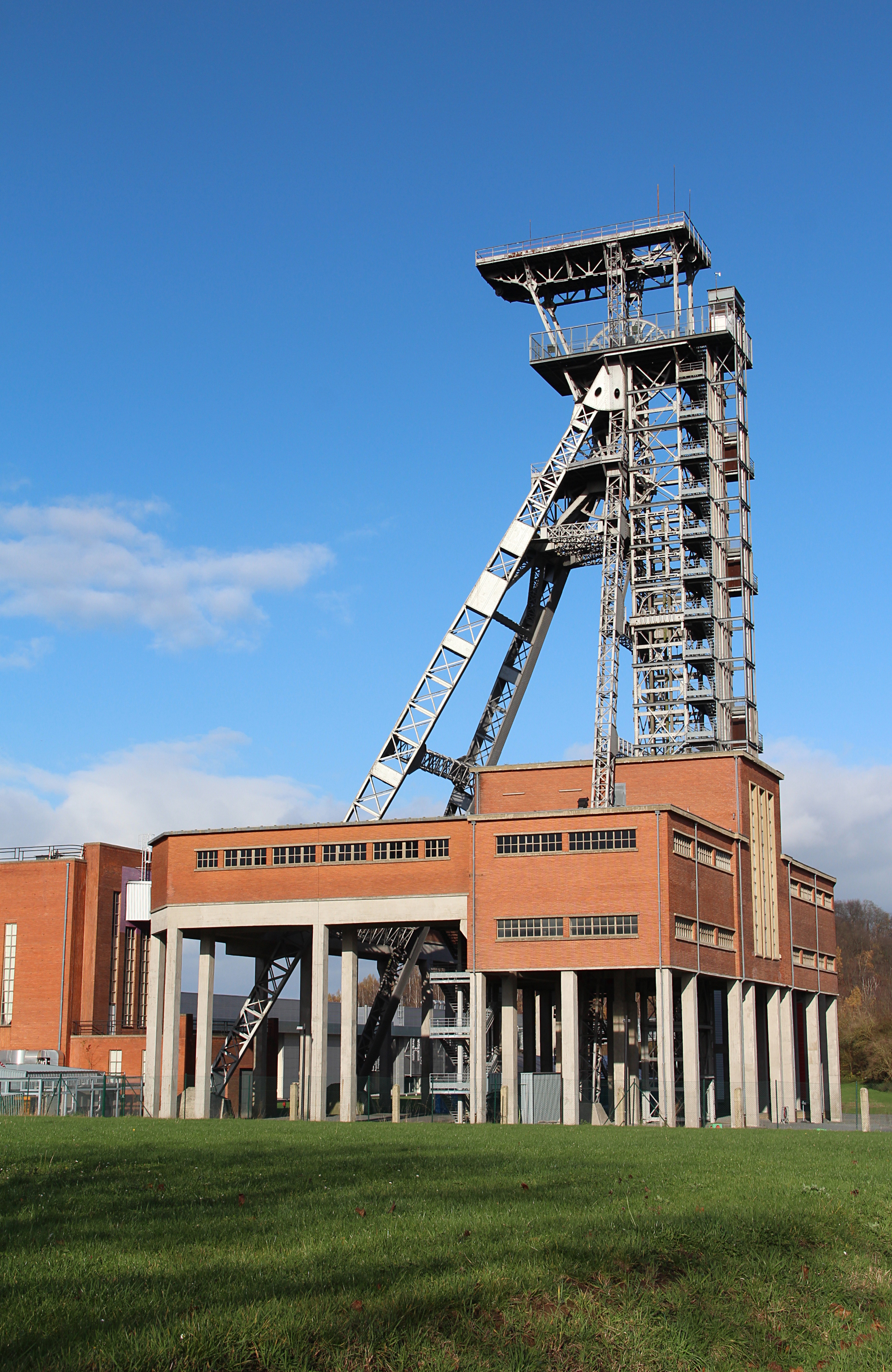
Mine de charbon à Frameries, en Belgique.

L'extraction du charbon est le processus de collecte de charbon dans le sol. Le charbon représente une source d'énergie fossile et, depuis les années 1880, il est largement exploité dans les centrales électriques. Les industries de l'acier et du béton se servent du charbon pour alimenter l'extraction des minerais et la production des matériaux.
Depuis l'époque où les humains creusaient des tunnels pour extraire manuellement le minerai, l'extraction du charbon a connu de nombreuses évolutions ; il est extrait de Mines à ciel ouvert ou de longues tailles. L'exploitation moderne utilise des draglines, des camions, des convoyeurs, des crics hydrauliques...
Les industries d'extraction du charbon présentent une longue histoire d'effets négatifs sur l'environnement et la santé des communautés entourant une mine ; le charbon participe aux problèmes de réchauffement climatique et de pollution atmosphérique. Pour ces raisons, le charbon est une des premières cibles de la sortie des combustibles fossiles dans le secteur énergétique mondial. La plupart des grands producteurs de charbon, comme la Chine, l'Indonésie, l'Inde (en) et l'Australie, n'ont pas atteint leur production maximale ; leur extraction vient remplacer celle, en déclin, de l'Europe et des États-Unis.

### Documentation
- Daniel Burns. The modern practice of coal mining (1907)
- Chirons, Nicholas P. Coal Age Handbook of Coal Surface Mining  (ISBN 0-07-011458-7)
- Department of Trade and Industry, UK, « The Coal Authority » [archive du 13 octobre 2008] (consulté le 16 octobre 2007)* Hamilton, Michael S. Mining Environmental Policy: Comparing Indonesia and the USA (Burlington, VT: Ashgate, 2005).  (ISBN 0-7546-4493-6).
- Hayes, Geoffrey. Coal Mining (2004), 32 pp
- Hughes. Herbert W, A Text-Book of Mining: For the use of colliery managers and others (London, many editions 1892–1917), the standard British textbook for its era.
- Kuenzer, Claudia. Coal Mining in China (In: Schumacher-Voelker, E., and Mueller, B., (Eds.), 2007: BusinessFocus China, Energy: A Comprehensive Overview of the Chinese Energy Sector. gic Deutschland Verlag, 281 pp.,  (ISBN 978-3-940114-00-6) pp. 62–68)
- National Energy Information Center, « Greenhouse Gases, Climate Change, Energy » (consulté le 16 octobre 2007)
- Charles V. Nielsen and George F. Richardson. 1982 Keystone Coal Industry Manual (1982)
- Saleem H. Ali. "Minding our Minerals, 2006."
- A.K. Srivastava. Coal Mining Industry in India (1998)  (ISBN 81-7100-076-2)
- Tonge, James. The principles and practice of coal mining (1906)
- Woytinsky, W. S., and E. S. Woytinsky. World Population and Production Trends and Outlooks (1953) pp 840–881; with many tables and maps on the worldwide coal industry in 1950
- Zola, Émile, Germinal (novel, 1885)